# Dnopherula dubia
Dnopherula dubia är en insektsart som beskrevs av Jennifer L. Hollis 1966. Dnopherula dubia ingår i släktet Dnopherula och familjen gräshoppor. Inga underarter finns listade i Catalogue of Life.